# ASIAN WINDS! - アジアの風 -
NTT西日本・NTT東日本フレッツシアター ロマンチック・レビュー『ASIAN WINDS!』 - アジアの風 -（アジアン・ウィンズ アジアのかぜ）は2005年、宝塚歌劇団花組で上演されたレビュー作品。24場。
作・演出は岡田敬二。作曲・編曲は吉崎憲治、甲斐正人。振付は羽山紀代美、謝珠栄。作詞・訳詞は平野恵子。制作・著作は宝塚歌劇団。
併演作品は『落陽のパレルモ』。

## 概要
このレビューは2000年の『Asian Sunrise』に引き続きアジアを題材に扱った作品でロマンチック・レビュー第16弾である。前作では取り上げられなかったモンゴル、日本、韓国、フィリピンのアジア各国が加わり、より魅力のある作品に仕上げられた。なお、この作品で花組トップ娘役のふづき美世が退団し、星組から組替えした真飛聖の花組初出演となった。

## 公演期間と公演場所
- 2005年11月4日 - 12月13日　宝塚大劇場[1]
- 2006年1月2日 - 2月12日　東京宝塚劇場[1]

## 場面
第1章　プロローグ・アジアの夜明け（モンゴル）
- 音楽：吉崎憲治
- 振付：羽山紀代美

舞台はアジアの大草原。馬頭琴を抱えた悠久の物語を歌い始める。満天の星の下、モンゴルの英雄達が勇壮な歌と踊りを披露する。
- 馬頭琴の男 - 夏美よう
- 平原の英雄 - 春野寿美礼
- 平原の戦士A - 彩吹真央、真飛聖、蘭寿とむ、愛音羽麗

第2章　群青の海（沖縄）
- 音楽：吉崎憲治
- 振付：羽山紀代美

波の音に重なるように、かすかに三線の音が聞こえる。沖縄のリズムが刻まれ、島の男女が歌い踊る。
- 島の青年S - 春野寿美礼
- 島の乙女S - ふづき美世
- 島の青年A - 彩吹真央、真飛聖、蘭寿とむ、愛音羽麗
- 島の乙女A - 遠野あすか、鈴懸三由岐、花純風香、舞城のどか

第3章　上善如水（中国）
- 音楽：甲斐正人
- 振付：謝珠栄

中国の歴史はまるで大河の流れのようである。老子の教えに学ぶことも多い。天空から一滴の水が落ち、その一滴がいずれ大河となる。皇帝は静かにその道理を説く。
- 寿皇帝（長江の精） - 春野寿美礼
- 武将A - 高翔みず希、真飛聖、蘭寿とむ、愛音羽麗
- カゲソロ - 七星きら
- 佳貴妃（黄河の精） - ふづき美世

第4章　服部良一メドレー
- 音楽：甲斐正人
- 振付：大谷盛雄

服部良一のヒット曲集の場面。
- 服部良一の影 - 彩吹真央
- 司会者 - 夏美よう

「チャイナタンゴ」
- タンゴの女A - 真飛聖、蘭寿とむ、愛音羽麗
- タンゴの女 - 遠野あすか、華城季帆、桜乃彩音

「恋はバラの花か」
- バラの歌手 - 歌花由美

「懐かしのタンゴ」
- タンゴの女S - ふづき美世

「蘇州夜曲」
- 蘇州の男A - 彩吹真央

「アデュー上海」
- 服部良一の影 - 春野寿美礼

「青い山脈」
- 青年A - 真飛聖

「一杯のコーヒーから」
- 青年A - 彩吹真央
- 娘A - 華城季帆

「湖畔の宿」
- 娘S - ふづき美世

「山寺の和尚さん」
- 青年 - 愛音羽麗、未涼亜希、桐生園加、華形ひかる、望月理世、日向燦

「東京の空の下」
- 青年A - 蘭寿とむ

「銀座カンカン娘」
- カンカン娘A - 遠野あすか
- カンカン娘 - 桜一花、七星きら、花野じゅりあ、珠まゆら、舞名里音、桜乃彩音

「東京ブギウギ」
- ブギの男S - 春野寿美礼

第5章　コリアン幻想（明洞）～（田園）～（宮殿）
- 音楽：甲斐正人
- 振付：室町あかね

舞台は大韓民国のソウル、明洞あたりの繁華街。田舎から出てきた老夫婦が手にしていたオルゴールから「懐夫歌」が聞こえる。その音とともに田園風景が広がる。再び、現代の明洞が現れたと思うと、韓国李王朝の宮殿が甦る。現代の人々と李王朝の融合のシーン。
- ロードダンスの男A - 彩吹真央
- ロードダンスの男 - 高翔みず希、眉月凰、愛音羽麗、未涼亜希、桐生園加
- 李青年 - 春野寿美礼
- 王妃 - ふづき美世
- 王様 - 大伴れいか
- 金老人 - 夏美よう
- 金夫人 - 梨花ますみ

第6章　サンパギータ（フィリピン）
- 音楽：高橋城
- 振付：御織ゆみ乃

場所は白いサンパギータの花咲く教会の前。結婚式を終えたばかりのカップルが祝福され、サーベルのアーチをくぐって喜び合う。
- サンパギータの歌手 - 真飛聖
- ロメロ - 蘭寿とむ
- イメルダ - 遠野あすか

<間奏曲>　ダヒル・サヨ
- 音楽：高橋城
- 振付：御織ゆみ乃

銀橋でのデュエットダンス。
- ダヒルサヨの男S - 春野寿美礼
- ダヒルサヨの女S - ふづき美世

第7章　アジアンロケット
- 音楽：吉崎憲治
- 振付：御織ゆみ乃

テーマ曲による32人のロケットダンス。
第8章　アジアンウィンズのボレロ
- 音楽：吉崎憲治
- 振付：羽山紀代美

「アジアン・ウィンズ」のボレロアレンジによる男達の踊り。
- 紳士S - 春野寿美礼

第9章　フィナーレ
- 音楽：高橋城
- 振付：御織ゆみ乃

大階段によるパレード。
- フィナーレの紳士S1 - 春野寿美礼
- フィナーレの淑女S - ふづき美世
- フィナーレの紳士S2 - 彩吹真央
- フィナーレの紳士S3 - 真飛聖
- フィナーレの紳士S4 - 蘭寿とむ
- フィナーレの紳士A - 愛音羽麗、未涼亜希
- フィナーレの淑女A - 遠野あすか
- エトワール - 華城季帆

## 出演
- 春野寿美礼
- ふづき美世
- 彩吹真央

- 真飛聖
- 蘭寿とむ
- 愛音羽麗
- 遠野あすか

他、宝塚歌劇団花組生徒

## スタッフ
宝塚大劇場公演のデータ
- 作・演出[5]：岡田敬二[1]
- 作曲[5]・編曲[5]：吉崎憲治、高橋城、甲斐正人
- 音楽指揮：矢部豊[5]
- 振付[5]：羽山紀代美、謝珠栄、大谷盛雄、室町あかね、御織ゆみ乃
- 装置：大橋泰弘[5]
- 衣装：任田幾英[5]
- 照明：勝柴次朗[6]
- 音響：加門清邦[6]
- 小道具：福原徹[6]
- 効果：木多美生[6]
- 歌唱指導：楊淑美[6]
- 演出助手[6]：稲葉太地、生田大和
- 舞台進行[6]：片岡麻理恵、宮脇学、安藤邦博
- 作詞・訳詞：平野恵子[6]
- 映像：奥秀太郎[6]
- 製作：北野靖[6]
- 制作・著作：宝塚歌劇団
- 特別協賛[6]：NTT西日本 株式会社、NTT東日本 株式会社